# Мокротин
Мокротин (укр. Мокротин) — село в Жолковской городской общине Львовского района Львовской области Украины.
Население по переписи 2023 года составляло 804 человек. Занимает площадь 40,7 км². Почтовый индекс — 80355. Телефонный код — 3252.